# Historische Bibliothek der Stadt Rastatt
Die Historische Bibliothek der Stadt Rastatt ist eine ehemalige Gymnasialbibliothek, die heute als öffentlich zugängliche Bibliothek unmittelbar in der Trägerschaft der Stadt Rastatt steht. Sie befindet sich im Ludwig-Wilhelm-Gymnasium, als dessen Lehrerbibliothek sie diente.

## Geschichte
Das heutige Gymnasium wurde im 18. Jahrhundert für das 1715 gegründete Piaristenkolleg erbaut. Die Buchbestände der Piaristenschule wurden 1808 mit der Bibliothek des aus dem Jesuitenkolleg in Baden-Baden hervorgegangenen Lyzeums vereinigt. Seit 1908 heißt die Schule Ludwig-Wilhelm-Gymnasium. Mit der Umbenennung 1991 in „Historische Bibliothek der Stadt Rastatt im Ludwig-Wilhelm-Gymnasium“ wurde die Büchersammlung aus der Trägerschaft der Schule gelöst und von der Stadt als museale Altbestands-Bibliothek übernommen. 

## Bestände

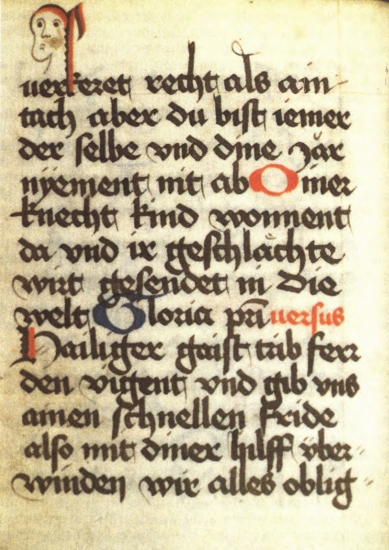
Rastatter Stundenbuch, Handschrift, 15. Jahrhundert

„Als ehemalige Schulbibliothek zählt die Historische Bibliothek der Stadt Rastatt heute zu den fünf bedeutendsten Sammlungen ihrer Art in ganz Deutschland“, heißt es auf der Website der Institution. Rund 40, teilweise mittelalterliche Handschriften, über 160 Inkunabeln, viele wertvolle Drucke aus der frühen Neuzeit, eine nahezu einzigartige Sammlung badischer Schulprogramme tragen zu diesem Rang bei. 1993 wurden für das Handbuch der historischen Buchbestände 9.422 Titel (vor 1900) in ca. 18.000 Bänden gezählt.
Nur in Rastatt vorhanden ist eine Ausgabe von Hans Ortensteins Fräulein von Britannien, gedruckt wohl 1492 vom Zweibrücker Drucker Jörg Geßler.
Die im Südwestverbund katalogisierten Bestände werden nur geringfügig vermehrt.
Die Bibliothek ist in das Denkmalbuch des Landes Baden-Württemberg eingetragen.